# Milan Černý
Milan Černý (ur. 16 marca 1988 w Pradze) – czeski piłkarz grający w FC Hradec Králové na pozycji pomocnika. Ma za sobą występy w reprezentacji Czech.

## Kariera
Černý rozpoczął swoją karierę z SK Slavia Praga jako młodzieżowiec. swój pierwszy mecz w Gambrinus liga rozegrał w dniu 14 maja 2005 r. z 1. FK Przybram. W maju 2006 roku, jego kariera została wstrzymana z powodu kontuzji kolana. W styczniu 2008 roku został wypożyczony do SK Kladno na połowę sezonu.
Wrócił do Slavii 12 lutego 2009 roku. Milan Černý zadebiutował w reprezentacji Czech w dniu 22 maja 2010 roku, Wtedy również zdobył swojego pierwszego gola.
W letnim okienku transferowym w roku 2011 przeszedł za 30 milionów koron do Sivassporu. W sezonie 2013/2014 grał w Dukli Praga. W 2014 wrócił do Slavii.